# Selección femenina de waterpolo de Rusia
La selección femenina de waterpolo de Rusia es el equipo femenino de waterpolo que representa a Rusia en los campeonatos de selecciones femeninas.
El equipo obtuvo dos medallas de bronce en los Juegos Olímpicos de 2000 y 2016, mientras que alcanzó el cuarto puesto en 2016. En el Campeonato Mundial consiguió el tercer puesto en 2003, 2007, 2009, 2011 y 2017, así como el cuarto puesto en 2005 y 2013.
En la Liga Mundial, Rusia alcanzó el primer puesto en 2008, el segundo puesto en 2005 y 2013, y el tercer puesto en 2006, 2017, 2018, 2019 y 2021. En la Copa Mundial finalizó en segundo puesto en 1997 y 2018, en tercer puesto en 2006, y en cuarto puesto en 1995 y 2016.
Por su parte, Rusia logró tres títulos en el Campeonato Europeo en 2006, 2008 y 2010, el subcampeonato en 1993, 1997 y 2020, y el tercer puesto en 1999, 2001 y 2003.